# Плістарх
Плістарх (дав.-гр. Πλείσταρχος; помер в 458 до н. е.) — спартанський цар (з 480 року до н. е.) з роду Агіадів.
Син спартанського царя Леоніда I і його дружини Горго. Після героїчної смерті свого батька під час Фермопільської битви в 480 році до н. е. офіційно став царем. Однак на той момент він був ще дитиною, тому регентом був призначений Клеомброт, брат Леоніда і син Анаксандріда II. Однак той незабаром помер, і регентство перейшло до сина Клеомброта (і, відповідно, двоюрідного брата Плістарха) Павсанію.
Точні відомості щодо того, коли Плістарх став повноправним царем, відсутні. Проте це сталося не пізніше 467 року до н. е. — року смерті регента Павсанія.
Помер не залишивши потомства. Після його смерті, новим царем став син Павсанія, Плістоанакт.